# Zlomisková dolina
Zlomisková dolina odbočuje z Mengusovské doliny v délce cca 3 km směrem na severovýchod.
Protéká jí Ľadový potok. Je v ní Ľadové pleso. Směrem na sever z ní odbočují Dračia dolinka s Dračím plesem a Rumanova dolinka, v níž jsou Nižné Rumanovo pleso a Vyšné Rumanovo pleso.

## Turistika
Dolní částí doliny vede  (Tatranská magistrála) od Popradského plesa na Ostrvu; doba chůze od chaty: 1.30 hod. tam, 0.45 hod. zpět. K Ľadovému plesu vedla dolinou ještě v 70. letech 20. století  žlutá turistická značka od Popradského plesa, ale z důvodu ochrany přírody byla zrušena.